# Широке (Одеський район)
Широ́ке — село Визирської сільської громади в Одеському районі Одеської області. Населення становить 61 осіб.

## Населення
Згідно з переписом УРСР 1989 року чисельність наявного населення села становила 95 осіб, з яких 40 чоловіків та 55 жінок.
За переписом населення України 2001 року в селі мешкала 61 особа.

### Мова
Розподіл населення за рідною мовою за даними перепису 2001 року:
| Мова       | Відсоток |
| ---------- | -------- |
| українська | 98,36 %  |
| російська  | 1,64 %   |